# Canby (Kalifornien)
Canby ist ein census-designated place (CDP) im Modoc County im US-Bundesstaat Kalifornien auf einer Höhe von 1315 m. Bei der Volkszählung von 2020 hatte der Ort 183 Einwohner. Er befindet sich im Telefonvorwahlbereich 530. Die Postleitzahl ist 96015.
1874 öffnete das erste Postamt in Canby. Die Stadt wurde nach Feldherr Edward Canby benannt. Canby wurde von dem Modoc Stammesführer Captain Jack während des Modoc Krieges beschossen. Diese Schießerei führte zur Belagerung bei der Festung von Captain Jack.

## Geographie
Canby liegt am Pit River, einem Nebenfluss des Sacramento River. Die Ortschaft liegt knapp 30 km Luftlinie westlich von Alturas, dem County Seat von Modoc County entfernt.